# Elke Clijsters
Elke Karin Louis Clijsters, zamężna Van Damme (ur. 18 stycznia 1985 w Bilzen) – belgijska tenisistka (Flamandka), występująca na światowych kortach od 2000 do 2004 roku, klasyfikowana w rankingu WTA na 389. miejscu w grze pojedynczej (2003) i na 244. w grze podwójnej (2003), reprezentantka Belgii w Pucharze Federacji. Tenisistka praworęczna z oburęcznym backhandem. Córka piłkarza Leo Clijsters, młodsza siostra tenisistki Kim Clijsters.

## Kariera tenisowa
Elke Clijsters pochodzi ze sportowej rodziny, jej ojciec Leo Clijsters był piłkarzem, a matka gimnastyczką. Treningi tenisowe rozpoczęła w wieku pięciu lat, razem ze starszą siostrą Kim, która osiągnęła w tenisie wiele sukcesów i była liderką światowej klasyfikacji kobiet WTA.
W 1999 Elke rozpoczęła występy w juniorskich turniejach Międzynarodowej Federacji Tenisowej. Pierwszy sukces odniosła w kwietniu 2000, wygrywając w parze z Caroline Maes deblowe zawody we Włoszech. W czerwcu doszła do półfinału French Open w grze podwójnej, partnerując Christinie Wheeler. Doszła do ćwierćfinału singlowego Australian Open 2002, gdzie musiała uznać wyższość Marii Szarapowej. Latem w parze z Barborą Strýcovą sięgnęła po mistrzostwo Wimbledonu. W finale czesko-belgijska para ograła Annę-Lenę Grönefeld i Amerykankę Baker 6:4, 5:7, 8:6. We wrześniu tego samego roku Clijsters razem z Kirsten Flipkens triumfowały w wielkoszlemowym US Open, po finale z amerykańskim duetem Robinson i Zawacki.
16 grudnia 2002 objęła przewodnictwo w deblowej klasyfikacji juniorek ITF, natomiast w grze pojedynczej zajmowała najwyżej 28. miejsce (według notowań z 6 stycznia 2003). Została też uznana juniorską Mistrzynią Świata ITF w grze podwójnej.
Status profesjonalnej tenisistki otrzymała w 2000 roku.

### Gra pojedyncza
Elke Clijsters rozpoczęła występy w WTA Tour od udziału w eliminacjach do turnieju w Antwerpii w maju 2000. Doszła tam do drugiej rundy. W sierpniu osiągnęła ćwierćfinał imprezy ITF w Koksijde, gdzie w meczu otwarcia wyeliminowała najwyżej rozstawioną Mireille Dittmann. W lutym 2002 zagrała swój pierwszy pojedynek w drabince głównej turnieju WTA. Miało to miejsce w Antwerpii, Belgijka poległa jednak w konfrontacji z Patty Schnyder. W sierpniu po raz pierwszy awansowała do półfinału zmagań kobiecych ITF w Rebecq, przegrała tam z Virginie Pichet. W półfinale turnieju tej samej rangi w Sztokholmie w październiku została pokonana przez rozstawioną z pierwszym numerem Martę Domachowską.
W kwietniu 2003 Clijsters dotarła do finału imprezy ITF w Torre del Greco we Włoszech; uległa w nim Raffaelli Bindi 4:6, 2:6. W sierpniu zagrała również w finale ITF w Koksijde, przegrała tam z Lenką Snajdrovą.
W kwietniu 2004 odniosła pierwsze karierowe zwycięstwo w zawodach Międzynarodowej Federacji Tenisowej. Dokonała tego w brytyjskim Bournemouth. Wygrała z rozstawioną z siódmym numerem Chantal Coombs, a w finale rozprawiła się z Melanie South 3:6, 6:1, 6:2. Mecze ćwierćfinałowe i półfinałowe jej rywalki oddały walkowerem. Tydzień później Clijsters awansowała do finału w Edynburgu, gdzie lepsza od niej okazała się Rosjanka Jekatierina Kożokina. Swój ostatni występ Belgijka odnotowała w maju 2004 w eliminacjach zawodów ITF w Surbiton. Przegrała tam w drugiej rundzie z Leanne Baker 2:6, 6:2, 4:6.

### Gra podwójna
Pierwszy sukces w grze podwójnej odniosła Clijsters w sierpniu 2000 roku, dochodząc do finału turnieju ITF w Westende w parze z Caroline Maes. W maju 2001 zadebiutowała w rozgrywkach WTA w Antwerpii z Maes, ale Belgijki przegrały spotkanie otwarcia z Jeleną Kostanić i Sylvią Plischke. We wrześniu 2001 razem z Jaslyn Hewitt sięgnęła po swój pierwszy zawodowy tytuł w Pétange. Należy zaznaczyć, że Hewitt była młodszą siostrą Lleytona Hewitta, który wówczas był narzeczonym Kim Clijsters, starszej siostry Elke.
W sezonie 2002 Belgijska wygrała turniej ITF w Rebecq razem z Hewitt po finale z Leslie Butkiewicz i Tessy Van De Ven oraz w Sztokholmie u boku Marty Domachowskiej; tam w półfinale wyeliminowały Klaudię Jans i Aleksandrę Srndovic. W roku 2003 Clijsters dopisała na swoim koncie mistrzostwa w Tipton (z Lianą Ungur), Casale Monferrato i Koksijde (z Kirsten Flipkens). Ponadto zagrała w finale w Hull z Borką Majstorović.
W lutym 2004 po raz pierwszy awansowała do ćwierćfinału imprezy WTA, tym razem w Antwerpii w parze z własną siostrą. W pierwszym wygranym meczu ograła Salimę Safar i Caroline Vis 6:1, 6:0; w drugiej rundzie przegrały jednak z Émilie Loit i Petrą Mandulą. W marcu wygrała zawody ITF w Neapolu u boku Mandy Minelli i był to jeden z jej ostatnich profesjonalnych występów.
W rankingu deblistek WTA zajmowała najwyżej 244. miejsce (w październiku 2003).

### Występy reprezentacyjne
W latach 2002–2004 reprezentowała Belgię w rozgrywkach o Puchar Federacji.

### Zakończenie kariery
Elke Clijsters zakończyła zawodową karierę we wrześniu 2004 roku, w wieku dziewiętnastu lat, za powód podając przewlekły uraz pleców. W tym czasie jej starsza siostra wygrywała kolejne turnieje i awansowała na pozycję liderki światowej klasyfikacji WTA.

## Życie prywatne
Elke Clijsters urodziła się w Bilzen w Belgii.
Jej rodzicami są Leo Clijsters, reprezentant Belgii w piłce nożnej oraz uczestnik mistrzostw świata w 1986 i 1990 roku (zm. 4 stycznia 2009 z powodu raka płuc), i jego żona, Els Vandecaetsbeek, gimnastyczka, wielokrotna mistrzyni Belgii. Małżeństwo to zakończyło się rozwodem wiosną 2005. Ma starszą siostrę, Kim Clijsters oraz młodszego przyrodniego brata ze strony matki, Zetha Goossens.
31 maja 2008 poślubiła w Bree Jelle’a Vam Damme, piłkarza RSC Anderlecht. W październiku 2009 urodził się syn pary, Cruz Leo Van Damme, a 24 listopada 2010 przyszła na świat ich córka, Cleo Van Damme.
12 lipca 2014 ogłoszono rozstanie pary. Małżeństwo zakończyło się rozwodem w 2016. W listopadzie 2018 Clijsters oskarżyła swojego byłego męża o trwający ponad trzy lata stalking.

## Wygrane turnieje rangi ITF
| turnieje z pulą nagród 100 000 $ |
| turnieje z pulą nagród 75 000 $  |
| turnieje z pulą nagród 50 000 $  |
| turnieje z pulą nagród 25 000 $  |
| turnieje z pulą nagród 15 000 $  |
| turnieje z pulą nagród 10 000 $  |

### Gra pojedyncza
|    | Data       | Turniej     | ($)    | Naw.   | Finalistka    | Wynik         |
| 1. | 01/05/2004 | Bournemouth | 10 000 | ziemna | Melanie South | 3:6, 6:1, 6:2 |

## Finały juniorskich turniejów wielkoszlemowych

### Gra podwójna (2)
| Końcowy wynik | Rok  | Turniej   | Nawierzchnia | Partnerka        | Przeciwniczki                     | Wynik finału  |
| Zwyciężczyni  | 2002 | Wimbledon | Trawiasta    | Barbora Strýcová | Allison Baker Anna-Lena Grönefeld | 6:4, 5:7, 8:6 |
| Zwyciężczyni  | 2002 | US Open   | Twarda       | Kirsten Flipkens | Shadisha Robinson Tory Zawacki    | 6:1, 6:3      |